# Bezirk Zbaraż
Bezirk Zbaraż – dawny powiat (Bezirk) kraju koronnego Królestwo Galicji i Lodomerii, funkcjonujący w latach 1854–1867. Siedzibą starostwa było miasto Zbaraż.

## Historia
Bezirk Zbaraż utworzono w ramach reformy uwłaszczeniowej z okresu Wiosny Ludów (1848–1849), która likwidowała jurysdykcję właściciela ziemskiego nad poddanymi. W Galicji, dominium – jako podstawowa jednostka administracyjna i filar systemu feudalnego straciło rację bytu. Konieczne stało się zatem wprowadzenie nowego systemu administracyjnego, którego zręby powstały w latach 1851–1855. Nowy trójstopniowy podział administracyjny objął 21 cyrkułów (niem. Kreise), 179 małych powiatów (niem. Bezirke) i ponad 6000 gmin (niem. Gemeinde).
Bezirk Zbaraż objął obszar o wielkości 6,9 mil², zamieszkany przez 27.789 ludzi i podzielony na 33 gminy katastralne, w tym jedno miasto (Zbaraż) i jedno miasteczko (Zarudzie). Wszedł w skład cyrkułu tarnopolskiego, jako jeden z jego dziewięciu powiatów. Od północy graniczył z Imperium Rosyjskim.
Po nadaniu Galicji autonomii oraz powołaniu samorządu gminnego i powiatowego w 1865 zlikwidowano cyrkuły (Kreise). Dotychczasowe małe powiaty (Bezirke) w liczbie 179, utrzymały się do 1867 roku, kiedy to w następstwie kolejnej reformy administracyjnej (23 stycznia 1867) zostały zastąpione przez 74 większych powiatów. Obszar zniesionego Bezirk Zbaraż wszedł wtedy w skład nowych powiatów zbaraskiego i tarnopolskiego (vide podział w tabeli poniżej).

## Podział administracyjny (1854)
| Lp. | Gmina jednostkowa     | Powierzchnia | Ludność | Powiat w 1867 po zniesieniu |
| --- | --------------------- | ------------ | ------- | --------------------------- |
| 1   | Zbaraż (M)            | 3869         | 7077    | zbaraski                    |
| 2   | Zbaraż Stary          | 1756         | 714     | zbaraski                    |
| 3   | Bazarzyńce            | 1461         | 242     | zbaraski                    |
| 4   | Załuże                | 2662         | 827     | zbaraski                    |
| 5   | Tarasówka             | 1298         | 331     | zbaraski                    |
| 6   | Zarubińce             | 1718         | 418     | zbaraski                    |
| 7   | Iwaszkowce            | 962          | 196     | zbaraski                    |
| 8   | Nowiki                | 881          | 342     | zbaraski                    |
| 9   | Czernichowce          | 4044         | 1452    | zbaraski                    |
| 10  | Werniaki              | 810          | 187     | zbaraski                    |
| 11  | Ochrymowce            | 1832         | 869     | zbaraski                    |
| 12  | Zarudzie (m)          | 1033         | 598     | zbaraski                    |
| 13  | Wałachówka            | 427          | 298     | zbaraski                    |
| 14  | Stryjówka             | 6798         | 1377    | zbaraski                    |
| 15  | Hrycowce              | 970          | 510     | zbaraski                    |
| 16  | Kretowce              | 1094         | 578     | zbaraski                    |
| 17  | Lubianki Wyższe       | 4995         | 1449    | zbaraski                    |
| 18  | Lubianki Niższe       | 4621         | 1309    | zbaraski                    |
| 19  | Hłuboczek Mały        | 178          | 324     | zbaraski                    |
| 20  | Krasnosielce          | 2085         | 361     | zbaraski                    |
| 21  | Roznoszyńce           | 2036         | 622     | zbaraski                    |
| 22  | Kapuścińce            | 1007         | 231     | zbaraski                    |
| 23  | Zarudeczko            | 384          | 137     | zbaraski                    |
| 24  | Sieniawa              | 2489         | 677     | zbaraski                    |
| 25  | Sieniachówka          | 896          | 374     | zbaraski                    |
| 26  | Szyły                 | 3097         | 1138    | zbaraski                    |
| 27  | Lisieczyńce           | 2064         | 658     | zbaraski                    |
| 28  | Suchowce              | 1922         | 501     | zbaraski                    |
| 29  | Szelpaki              | 1694         | 606     | zbaraski                    |
| 30  | Kujdańce              | 2950         | 965     | zbaraski                    |
| 31  | Romanówka             | 1711         | 753     | tarnopolski                 |
| 32  | Romanowe Sioło        | 2075         | 657     | zbaraski                    |
| 33  | Czernielów Mazowiecki | 2779         | 1011    | tarnopolski                 |

Objaśnienie:
(M) = miasto; (m) = miasteczko